# المصرفية في ألمانيا

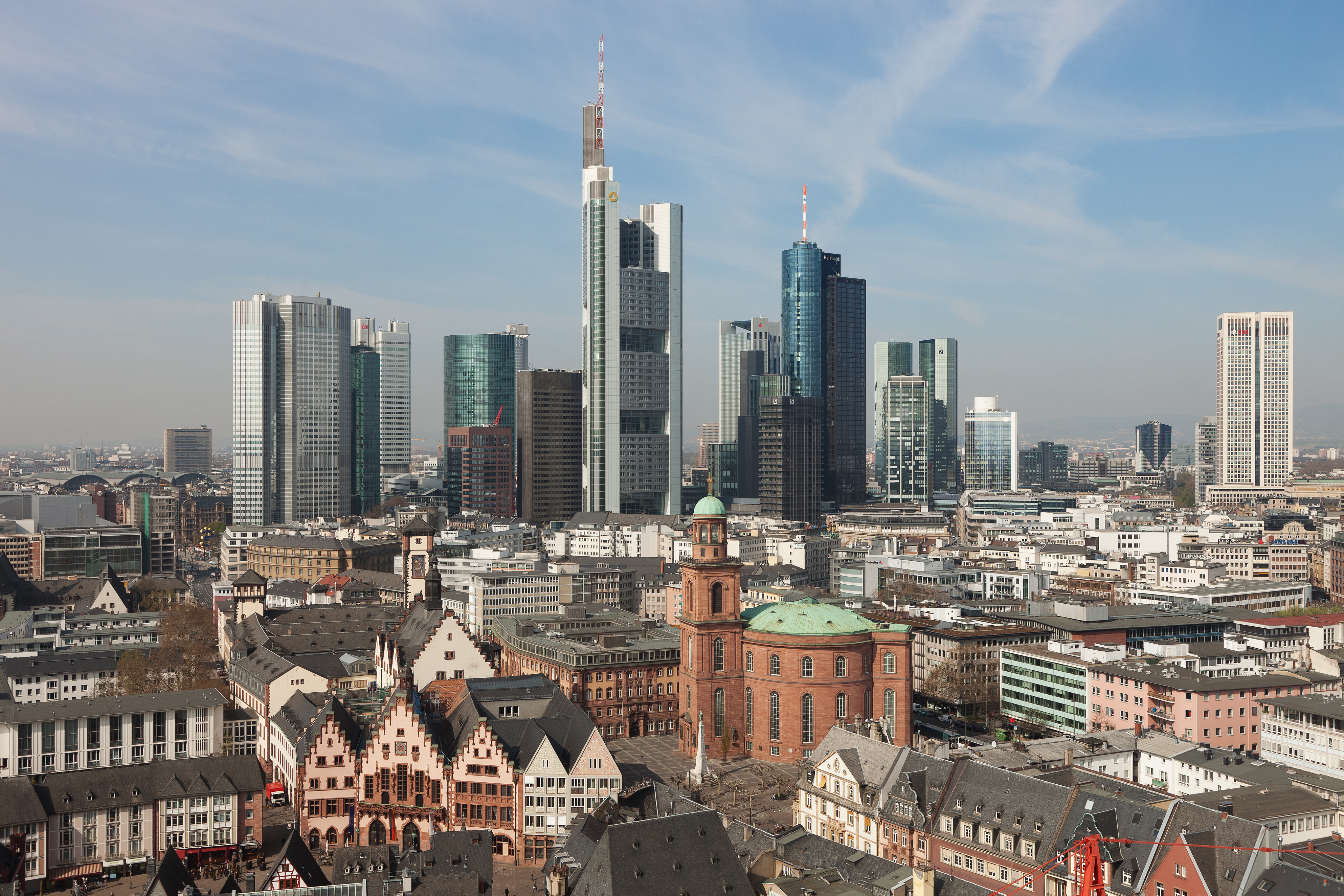
(Bankenviertel) في فرانكفورت – سوق فرانكفورت للأوراق المالية، حيث تقع العديد من المقرات الرئيسية لأكبر البنوك الألمانية، إضافة إلى مكاتب تمثيل المصارف الأجنبية.

الصيرفة في ألمانيا هي صناعة ذات رفع مالي عال، ومتوسط نسبة رفعها المالي (الأصول مقسومة على صافي القيمة) اعتبارا من 11 أكتوبر 2008 هو 52 مقابل 1 (بينما، في المقابل، النسبة لدى فرنسا هي 28 مقابل 1 ولدى المملكة المتحدة 24 مقابل 1 )؛ أما بالنسبة لديونها القصيرة الأجل فتساوي 60% من الناتج المحلي الإجمالي لألمانيا أو 167% من مجموع ديونها الوطنية.

## تاريخ
للصيرفة في ألمانيا تاريخ طويل، فمنذ القرن الخامس عشر، كانت الأسر المصرفية كفوغر وفيلسر وهوكستيتر صاحبة بنوك تجارية دولية ومن المضاربين برؤوس الأموال. بالمقابل، نجد أن أقدم بنك تأسس في ألمانيا لا يزال موجودا، ونقصد بالذكر هاهنا، بنك بيرنبرغ، الذي أسسه الأخوان الهولنديان هانز وبول بيرنبرغ سنة 1590، كما أن هذا البنك لا تزال تملكه عائلة بيرنبرغ.